# 오가사와라촌
오가사와라촌(일본어: 小笠原村)은 일본 최동단의 행정 구역으로 오가사와라 제도와 가잔 열도, 오키노토리 암초, 미나미토리섬으로 이루어져 있다. 사람이 사는 곳은 지치지마섬과 하하지마섬 뿐이다. 행정 구역으로는 도쿄도에 속한다.

## 개요
마을의 주요 기능은 가장 인구가 많은 지치지마섬에 집중되어 있어 이즈 제도의 정촌과 마찬가지로 소속된 군이 존재하지 않는다. 일본에서 유일하게 국토이용계획법의 '감시구역'으로 지정되어 있다.
2010년 현재 노인인구 비율은 9.2%로 그 중에서 가장 노령 인구 비율이 낮다. 반대로 생산연령인구 비율은 75.7%로 전국의 기초자치단체 가운데 가장 높다.
2010년도 국민건강보험, 1인당 의료비는 15만 7649엔으로 전국의 시정촌 중에서 가장 낮다. 인구 연령 구성을 보정한 1인당 의료비 지수도 0.71로 전국에서 2번째로 낮았다.
지치지마는 제2차 세계 대전 중 지치지마 요새로 요새화되었으나 공습 이외의 공격이 적었기 때문에 많은 전쟁 유적이 남아 있다.
촌 이름과 같은 성씨라는 인연으로 프로야구 선수인 오가사와라 미치히로가 1999년부터 2016년 2월까지 오가사와라촌의 관광친선대사를 지냈다. 2008년 오가사와라 제도 반환 40주년 대사에 다쓰미 다쿠로가 임명되었다.
도쿄 운수지국 관내이기 때문에 이곳에서 자동차를 등록한 경우 시나가와 넘버가 교부되고 있다.

## 지리
도쿄도 본청(신주쿠구)에서 오가사와라촌 본청인 지치지마까지는 약 1,000km 떨어져 있다. 오키노토리 암초에서 오가사와라촌 본청인 지치시마까지는 약 1,000km, 미나미토리섬에서는 약 1,400km 떨어져 있다. 또 대륙에서 멀리 떨어진 해양섬 때문에 고유 동식물이 많다. 그래서 오가사와라촌의 생물지리구는 하와이 제도와 이스터섬, 피지 제도 등과 같은 오세아니아구로 분류된다.
- 오가사와라 제도
  - 무코지마섬
  - 요메지마섬
  - 나코도지마섬
  - 기타노지마섬
  - 지치지마섬
  - 아니지마섬
  - 오토토지마섬
  - 하하지마섬
  - 아네지마섬
  - 이모토지마섬
- 가잔 열도
  - 니시노섬
  - 기타이오섬
  - 이오섬
  - 미나미이오섬
- 오키노토리 암초
- 미나미토리섬

최남단의 섬 군락을 가잔 열도라 부른다. 이곳에서 남쪽으로 700km 떨어진 곳에 오키노토리 암초가 있고 동쪽으로 1,900km 떨어진 곳에 미나미토리섬이 있다.
자치체의 주민들은 지치지마섬에 2,300명, 하하지마섬에 500명이 거주한다. 촌사무소는 지치치마섬에 위치한다. 가잔 열도의 이오섬의 공군 기지에는 400명의 군인들이 주둔하고 있다.

## 기후
오가사와라촌의 기후는 데이지마 열도·오토토지마섬·니시노섬에서는 온대 기후, 지치지마섬·하하지마섬·가잔 열도·미나미토리섬·오키노토리 암초에서는 열대 기후가 나타난다.
대륙에서 떨어져 있기 때문에 한기의 영향을 잘 받지 않으며, 같은 위도의 류큐 열도보다 기온의 일교차·연교차가 작은 전형적인 해양성 기후이다. 강우량은 태풍의 주된 북상 코스에서 벗어나 있는 점, 고도가 높은 산이 없는 점, 태평양 고기압(오가사와라 고기압)에 덮이는 기간이 긴 점 등으로 인해 연평균 강수량이 세토우치 연안이나 홋카이도 수준으로 적다.
지치지마섬은 열대 몬순 기후(Am)로 최한월 평균 기온이 18.1℃(2월), 최난월 평균 기온 28.0℃(8월), 연평균 기온 23.4℃, 연평균 강수량 1,296mm이다. 미나미토리섬은 열대 사바나 기후(Aw)로 최한월 평균 기온이 21.8℃(2월), 최난월 평균 기온 28.5℃(7월과 9월), 연평균 기온 25.8℃, 연평균 강수량 1,053mm를 나타내고 있다.
오랫동안 일본 국내에서 유일하게 해일 이외의 기상경보·주의보가 발표되어 있다.
| 오가사와라촌 지치지마섬의 기후                               | 오가사와라촌 지치지마섬의 기후 | 오가사와라촌 지치지마섬의 기후 | 오가사와라촌 지치지마섬의 기후 | 오가사와라촌 지치지마섬의 기후 | 오가사와라촌 지치지마섬의 기후 | 오가사와라촌 지치지마섬의 기후 | 오가사와라촌 지치지마섬의 기후 | 오가사와라촌 지치지마섬의 기후 | 오가사와라촌 지치지마섬의 기후 | 오가사와라촌 지치지마섬의 기후 | 오가사와라촌 지치지마섬의 기후 | 오가사와라촌 지치지마섬의 기후 | 오가사와라촌 지치지마섬의 기후 |
| 월                                                           | 1월                            | 2월                            | 3월                            | 4월                            | 5월                            | 6월                            | 7월                            | 8월                            | 9월                            | 10월                           | 11월                           | 12월                           | 연간                           |
| ------------------------------------------------------------ | ------------------------------ | ------------------------------ | ------------------------------ | ------------------------------ | ------------------------------ | ------------------------------ | ------------------------------ | ------------------------------ | ------------------------------ | ------------------------------ | ------------------------------ | ------------------------------ | ------------------------------ |
| 역대 최고 기온 °C (°F)                                       | 26.1 (79.0)                    | 25.4 (77.7)                    | 26.7 (80.1)                    | 28.4 (83.1)                    | 30.1 (86.2)                    | 33.0 (91.4)                    | 34.1 (93.4)                    | 33.7 (92.7)                    | 33.1 (91.6)                    | 32.1 (89.8)                    | 30.2 (86.4)                    | 27.5 (81.5)                    | 34.1 (93.4)                    |
| 일평균 최고 기온 °C (°F)                                     | 20.7 (69.3)                    | 20.5 (68.9)                    | 21.7 (71.1)                    | 23.4 (74.1)                    | 25.6 (78.1)                    | 28.5 (83.3)                    | 30.4 (86.7)                    | 30.3 (86.5)                    | 29.9 (85.8)                    | 28.6 (83.5)                    | 25.9 (78.6)                    | 22.7 (72.9)                    | 25.7 (78.3)                    |
| 일일 평균 기온 °C (°F)                                       | 18.5 (65.3)                    | 18.1 (64.6)                    | 19.3 (66.7)                    | 21.1 (70.0)                    | 23.4 (74.1)                    | 26.2 (79.2)                    | 27.7 (81.9)                    | 28.0 (82.4)                    | 27.7 (81.9)                    | 26.4 (79.5)                    | 23.8 (74.8)                    | 20.6 (69.1)                    | 23.4 (74.1)                    |
| 일평균 최저 기온 °C (°F)                                     | 15.8 (60.4)                    | 15.4 (59.7)                    | 16.8 (62.2)                    | 18.8 (65.8)                    | 21.4 (70.5)                    | 24.4 (75.9)                    | 25.6 (78.1)                    | 26.1 (79.0)                    | 25.7 (78.3)                    | 24.4 (75.9)                    | 21.6 (70.9)                    | 18.2 (64.8)                    | 21.2 (70.2)                    |
| 역대 최저 기온 °C (°F)                                       | 8.9 (48.0)                     | 7.8 (46.0)                     | 9.2 (48.6)                     | 10.7 (51.3)                    | 13.9 (57.0)                    | 17.7 (63.9)                    | 20.8 (69.4)                    | 22.2 (72.0)                    | 19.6 (67.3)                    | 17.2 (63.0)                    | 13.2 (55.8)                    | 10.8 (51.4)                    | 7.8 (46.0)                     |
| 평균 강수량 mm (인치)                                        | 63.6 (2.50)                    | 51.6 (2.03)                    | 75.8 (2.98)                    | 113.3 (4.46)                   | 151.9 (5.98)                   | 111.8 (4.40)                   | 79.5 (3.13)                    | 123.3 (4.85)                   | 144.2 (5.68)                   | 141.7 (5.58)                   | 136.1 (5.36)                   | 103.3 (4.07)                   | 1,296.1 (51.03)                |
| 평균 강수일수 (≥ 0.5 mm)                                     | 11.0                           | 8.5                            | 9.8                            | 10.0                           | 11.8                           | 8.8                            | 8.6                            | 11.3                           | 13.4                           | 13.7                           | 12.0                           | 11.2                           | 130.2                          |
| 평균 상대 습도 (%)                                           | 66                             | 68                             | 72                             | 79                             | 84                             | 86                             | 82                             | 82                             | 82                             | 81                             | 76                             | 70                             | 78                             |
| 평균 월간 일조시간                                           | 131.3                          | 138.3                          | 159.2                          | 148.3                          | 151.8                          | 205.6                          | 246.8                          | 213.7                          | 197.7                          | 173.2                          | 139.1                          | 125.3                          | 2,030.6                        |
| 출처: 일본 기상청 (평년값: 1991년~2020년, 극값: 1968년~현재) |                                |                                |                                |                                |                                |                                |                                |                                |                                |                                |                                |                                |                                |

## 인구
| 연도 | 인구  | ±%     |
| ---- | ----- | ------ |
| 1980 | 1,879 | —      |
| 1990 | 2,361 | +25.7% |
| 2000 | 2,824 | +19.6% |
| 2010 | 2,785 | −1.4%  |
| 2020 | 2,929 | +5.2%  |

## 역사
- 1940년 4월 1일 - 보통 정촌제가 시행되어 도쿄부 오가사와라 지청 소속으로 5개의 촌이 설치되었다. 지치지마섬에 오무라촌(大村), 오기무라-후쿠로사와촌(扇村袋沢村), 하하지마섬에 오키촌(沖村), 기타촌(北村), 이오섬에 이오지마촌(硫黄島村)이 설치되었다.
- 1943년 - 도쿄부가 폐지되고 도쿄도가 설치되었다.
- 1946년 - 미군의 지배하에 들어갔다.
- 1952년 - 샌프란시스코 강화조약에 따라 오가사와라 제도의 5개 촌은 일본 정부의 행정 관할에서 분리되어 미국의 신탁통치령이 되었다.
- 1967년 - 촌사무소 직원 모집을 개시하여 40세까지라는 연령 외에 [신체가 건강해야 하며 오가사와라의 풍토에 견딜 수 있는 자]라는 조건이 붙어 있었다.
- 1968년 6월 26일 - 미군에서 일본으로 반환되면서 동시에 오가사와라 지청의 전 촌이 합쳐져 오가사와라촌이 되었다.
- 2018년 - 오가사와라 제도 반환 50주년을 맞았다.

## 역대 촌장
| 대수 | 성명                          | 취임            | 퇴임            | 비고                 |
| ---- | ----------------------------- | --------------- | --------------- | -------------------- |
| 1    | 모치마루 카츠미(持丸 克己)    | 1979년 4월 22일 | 1981년 5월 15일 |                      |
| 2    | 안도 코이치 (安藤 光一)       | 1981년 6월 14일 | 1997년 6월 13일 |                      |
| 3    | 미야자와 쇼이치 (宮澤 昭一)   | 1997년 6월 14일 | 2003년 6월 15일 |                      |
| 4    | 모리시타 카즈오 (森下 一男)   | 2003년 7월 28일 | 2021년 7월 29일 | 재임중에 사망        |
|      | 시부야 마사아키 (渋谷 正昭)   | 2021년 7월 29일 | 2021년 8월 30일 | 직무대리자, 총무과장 |
|      | 스기모토 시게하루 (杉本 重治) | 2021년 8월 31일 | 2021년 9월 4일  | 직무대리자, 총무과장 |
| 5    | 시부야 마사아키 (渋谷 正昭)   | 2021년 9월 6일  | 현직            |                      |

## 교통

### 도로
도로 중에서 촌내에는 국도는 없다. 대신 도도(都道)는 2개의 노선이 있다.
- 도쿄도도 제240호선
- 도쿄도도 제241호선 - 도쿄도 관내 최남단에 위치한 도도 노선

### 그 외
- 버스: 오가사와라 촌영 버스
- 택시: 지치지마 택시